# Seznam kostariških nogometašev
Seznam kostariških nogometašev.

## A
- Johnny Acosta
- Wardy Alfaro
- Esteban Alvarado
- Hansell Araúz
- Jairo Arrieta
- Randall Azofeifa

## B
- Gabriel Badilla
- Michael Barrantes
- Pablo Herrera Barrantes
- Kurt Bernard
- Christian Bolaños
- Celso Borges
- Randall Brenes
- Steven Bryce

## C
- Diego Calvo
- Daniel Cambronero
- Joel Campbell
- Mauricio Castillo
- Carlos Castro
- Walter Centeno
- Pablo Chinchilla
- Rodrigo Cordero
- José Miguel Cubero
- Kenny Cunningham

## D
- Júnior Díaz
- Jervis Drummond
- Óscar Duarte

## F
- Danny Fonseca
- Rolando Fonseca
- Waylon Francis

## G
- Cristian Gamboa
- Rónald Gómez
- Giancarlo González
- Leonardo González
- Esteban Granados

## H
- Carlos Hernández

## J
- Carlos Johnson

## L
- Erick Lonnis
- Porfirio López
- Wilmer López

## M
- Diego Madrigal
- Luis Marín
- Gilberto Martínez
- Jonathan McDonald
- Hernán Medford
- Christopher Meneses
- Álvaro Mesén
- Roy Miller
- Heiner Mora
- Leonel Moreira
- Lester Morgan
- David Myrie

## N
- Keylor Navas
- Víctor Núñez

## O
- Bryan Oviedo

## P
- Winston Parks
- Patrick Pemberton
- José Porras

## R
- Ariel Rodríguez
- Juan José Rodríguez
- Michael Rodríguez
- Osvaldo Rodríguez
- Bryan Ruiz
- John Jairo Ruiz
- Yendrick Ruiz

## S
- Álvaro Saborío
- José Salvatierra
- Douglas Sequeira
- Mauricio Solís
- William Sunsing

## T
- Yeltsin Tejeda
- Luis Torres

## U
- Michael Umaña
- Marco Ureña

## V
- Daniel Vallejos

## W
- Harold Wallace
- Rodney Wallace
- Paulo Wanchope
- Kendall Waston
- Mauricio Wright